# Élection présidentielle turkmène de 2012
L'élection présidentielle turkmène de 2012 a lieu le 12 février 2012 afin d'élire au suffrage universel direct le président de la république du Turkménistan pour un mandat de cinq ans. Il en résulte la réélection pour un deuxième mandat de Gurbanguly Berdimuhamedow.

## Contexte
Le Turkménistan est un État totalitaire où le président de la République exerce un pouvoir quasi-absolu, appuyé par un culte de la personnalité,,.
Le président sortant, Gurbanguly Berdimuhamedow, est candidat pour un second mandat. Il était devenu président de la République par intérim en décembre 2006 à la suite du décès du président Saparmyrat Nyýazow. Il avait ensuite été confirmé à ce poste par l'élection de février 2007.

## Candidats
Il n'y a qu'un parti autorisé, le Parti démocratique. Outre Berdimuhamedow, il y a sept candidats, tous ministres ou chefs d'entreprises (publiques) :
- Esendurdy Gaýypow (chef d'entreprise)
- Saparmyrat Batyrow (directeur d'une usine de textiles)
- Ýarmuhammet Orazgulyýew (ministre adjoint à l'Énergie et aux Industries)
- Recep Bazarov (vice-dirigeant de la province de Daşoguz)
- Kakageldi Abdullaýew (directeur de l'entreprise Turkmengaz)
- Gurbanmämmet Mollaniýazow (chef d'entreprise)
- Annageldi Ýazmyradow (ministre de l'Économie de l'eau).

## Résultats
L'élection a été décrite comme un pur exercice de façade, la réélection du président de la République étant déterminée d'avance,,. Selon l'Agence France-Presse, « Berdimuhamedow avait promis en été de permettre une réelle opposition lors de l'élection, mais ne semble pas avoir tenu cette promesse ». Les sept autres candidats ont tous déclaré leur loyauté envers Berdimuhamedow, et loué son bilan, plutôt que de présenter leur propre programme,,. Selon un journaliste, les meetings organisés par les candidats autres que le Président sont factices, destinés uniquement à générer des images pour la télévision.
À l'occasion de l'élection, Amnesty International rappelle que « [d]e graves atteintes aux droits humains telles que la torture et les mauvais traitements continuent d'être perpétrées dans les centres de détention et de sévères restrictions pèsent sur la liberté de mouvement et d'expression, le militantisme politique, la liberté de religion et nombre d'autres droits fondamentaux » ; « les voix dissidentes sont réduites au silence ».
Selon « un journaliste de l'AFP invité par la commission électorale centrale à faire le tour des bureaux de vote », l'élection s'est déroulée « dans une atmosphère festive, des groupes folkloriques jouant de la musique dans les bureaux de vote où les électeurs recevaient en cadeau de la nourriture et même des chemises blanches traditionnelles ». Associated Press rapporte que dans au moins un bureau de vote, des haut-parleurs projetaient des chants à la gloire du Président.
Le gouvernement turkmène, pour sa part, se félicite de l'élection en ces termes : « Cet acte politique important est une étape cruciale vers la démocratisation de la société turkmène moderne et la consolidation des principes d'une réelle souveraineté populaire, inhérentes à la nation turkmène ». La chaîne Yashlyk de la télévision d'État rapporte que le scrutin s'est déroulé « de manière entièrement démocratique, et avec une grande joie ».
À l'issue du scrutin, les autorités annoncent un taux de participation de 96,28 %. Selon des témoignages, les Turkmènes ont été « invit[és] avec insistance à aller voter ».
Les autorités annoncent le lendemain du scrutin que Gurbanguly Berdimuhamedow a été réélu avec 97 % des voix,. Ýarmuhammet Orazgulyýew, ministre adjoint à l'énergie et aux industries, est arrivé second avec 1,2 %,.